# NNNニュースフラッシュ
『NNNニュースフラッシュ』（エヌエヌエヌニュースフラッシュ）は、1956年4月から1974年3月まで日本テレビ系列局で放送された夕方のニュース番組である。

## 放送時間
| 期間    | 期間    | 放送時間（日本時間）              | 備考                                                                                 |
| ------- | ------- | --------------------------------- | ------------------------------------------------------------------------------------ |
| 1956.04 | 1956.09 | 月曜 - 土曜 19:05 - 19:15（10分） | 1966年4月のNNN正式結成までは「〇〇ニュースフラッシュ」（〇に局名の略称）としていた。 |
| 1956.10 | 1958.09 | 月曜 - 土曜 19:00 - 19:10（10分） | 19:00 - 19:05のミニ番組廃枠で移動。                                                  |
| 1958.10 | 1973.09 | 月曜 - 土曜 18:45 - 18:55（10分） | 19:00 - 19:30の帯体制廃止で移動。                                                    |
| 1973.10 | 1974.03 | 月曜 - 土曜 18:45 - 19:00（15分） | 18:55 - 19:00の『国際ニュース』廃枠で拡大。                                          |

（参考：日本テレビ社史「大衆とともに25年・沿革史」427頁 - 497頁 1978年）

## キャスター
- シフトの日替わり

## ネットされた局
※特筆すべきないものは放送開始から終了まで
- 日本テレビ（制作・幹事局）
- 札幌テレビ（1959年4月1日開局から）
- 青森放送（1959年10月1日テレビ放送開始から）
- 秋田放送（1960年4月1日テレビ放送開始から）
- テレビ岩手（1969年12月1日開局から）
- ミヤギテレビ（1970年10月1日開局から）
- 山形放送（1960年3月16日テレビ放送開始から）
- 福島テレビ（現・FNN系列、1966年4月1日からJNN加盟後の1971年9月30日まで） → 福島中央テレビ（NNNに加盟した1971年10月1日から）
- 山梨放送（1959年12月20日テレビ放送開始から）
- 北日本放送（1959年4月1日テレビ放送開始から。1971年4月から1974年3月は『KNBワイドニュース・チャンネル1』に内包）
- 福井放送（1960年6月1日テレビ放送開始から）
- 中京テレビ（NNN系列の単独ネットとなった1973年4月1日から）
- 読売テレビ（1958年8月28日開局から）
- 日本海テレビ（日本テレビ系列となった1959年12月15日から、当時の放送エリアは鳥取県のみ、1972年9月22日からは島根県からの相互乗り入れ）
- 西日本放送（1958年7月1日テレビ放送開始から）
- 山口放送（徳山本局：1959年4月1日テレビ放送開始から、関門局：1964年10月1日の編成一本化から）
- 四国放送（1959年4月1日テレビ放送開始から）
- 南海放送（1958年12月1日テレビ放送開始から）
- 高知放送（1959年4月1日テレビ放送開始から）
- テレビ西日本（現・FNN系列、1958年8月28日開局から1964年9月30日まで） → 福岡放送（1969年4月1日開局から）
  - 福岡県の日テレ系空白域が生じた期間（1964年10月1日から1969年3月31日まで）は日本テレビが福岡に九州分室を設置して取材していた[2]。